# Gaurax solomensis
Gaurax solomensis är en tvåvingeart som först beskrevs av Charles Howard Curran 1936.  Gaurax solomensis ingår i släktet Gaurax och familjen fritflugor. Inga underarter finns listade i Catalogue of Life.